# Ustiużna
Ustiużna – miasto w Rosji, w obwodzie wołogodzkim, 230 km na zachód od Wołogdy. W 2009 liczyło 9 818 mieszkańców.
Urodził się tu Jerzy Pieszkański (ur. 1900, zm. 14 sierpnia 1920) – podporucznik Polskiej Marynarki Wojennej, uczestnik wojny polsko-bolszewickiej, odznaczony Krzyżem Srebrnym Orderu Virtuti Militari.